# Bernhard Gröschel

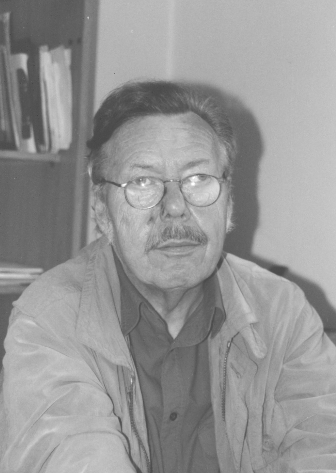
Bernhard Gröschel (1997)

Bernhard Gröschel (* 19. Juni 1939 in Haida, Reichsgau Sudetenland; † 4. Oktober 2009 in Münster) war ein deutscher Sprachwissenschaftler und Slawist.

## Leben
Bernhard Gröschel studierte Slawistik, Allgemeine Sprachwissenschaft sowie Kommunikationsforschung und Phonetik an der Universität Bonn und promovierte ebenda 1967. Er war tätig als wissenschaftlicher Mitarbeiter und Lehrbeauftragter am Sprachwissenschaftlichen Institut sowie am Institut für Kommunikationsforschung der Universität Bonn 1967–1976, 1977–2004 in gleicher Funktion am Institut für Allgemeine Sprachwissenschaft der Universität Münster. Gröschel publizierte zur Allgemeinen Sprachwissenschaft, Kommunikationswissenschaft und Slawistik (Ukrainistik, Russistik, Serbokroatistik).

## Publikationen (Auswahl)
- Die Sprache Ivan Vyšenśkyjs: Untersuchungen und Materialien zur historischen Grammatik des Ukrainischen, Böhlau, Köln/Wien 1972, 384 Seiten (= Slavistische Forschungen, Bd. 13) ISBN 3-412-04372-9
- Materialistische Sprachwissenschaft, Beltz, Weinheim/Basel 1978, 239 Seiten (= Pragmalinguistik, Bd. 15) ISBN 3-407-58026-6
- Sprachnorm, Sprachplanung und Sprachpflege, Institut für Allgemeine Sprachwissenschaft der Westfälischen Wilhelms-Universität, Münster 1982, 232 Seiten (= Studium Sprachwissenschaft, Bd. 6)
- (zusammen mit Elena Parwanowa) Russisch-deutsches Wörterbuch der linguistischen Terminologie: Band 1 und 2, Institut für Allgemeine Sprachwissenschaft der Westfälischen Wilhelms-Universität, Münster 1985, 935 Seiten (= Studium Sprachwissenschaft, Beiheft 3)
- Die Presse Oberschlesiens von den Anfängen bis zum Jahre 1945: Dokumentation und Strukturbeschreibung, Gebr. Mann, Berlin 1993, 447 Seiten (= Schriften der Stiftung Haus Oberschlesien: Landeskundliche Reihe, Bd. 4) ISBN 3-7861-1669-5
- Studien und Materialien zur oberschlesischen Tendenzpublizistik des 19. und 20. Jahrhunderts, Gebr. Mann, Berlin 1993, 219 Seiten (= Schriften der Stiftung Haus Oberschlesien: Landeskundliche Reihe, Bd. 5) ISBN 3-7861-1698-9
- Themen und Tendenzen in Schlagzeilen der Kattowitzer Zeitung und des Oberschlesischen Kuriers 1925 – 1939: Analyse der Berichterstattung zur Lage der deutschen Minderheit in Ostoberschlesien, Gebr. Mann, Berlin 1993, 188 Seiten (= Schriften der Stiftung Haus Oberschlesien: Landeskundliche Reihe, Bd. 6) ISBN 3-7861-1719-5
- (zusammen mit Clemens-Peter Herbermann und Ulrich Hermann Waßner) Sprache & Sprachen: Teil 1: Fachsystematik der allgemeinen Sprachwissenschaft und Sprachensystematik ; mit ausführlichen Terminologie- und Namenregistern, Harrassowitz, Wiesbaden 1997, 630 Seiten, ISBN 3-447-03948-5
- (zusammen mit Clemens-Peter Herbermann und Ulrich Hermann Waßner) Sprache & Sprachen: Teil 2: Thesaurus zur allgemeinen Sprachwissenschaft und Sprachenthesaurus, Harrassowitz, Wiesbaden 2002, 389 Seiten, ISBN 3-447-04567-1
- Das Serbokroatische zwischen Linguistik und Politik: mit einer Bibliographie zum postjugoslavischen Sprachenstreit, Lincom Europa, München 2009, 451 Seiten, (= Lincom Studies in Slavic Linguistics, Bd. 34), ISBN 978-3-929075-79-3, DNB 994941226 Inhaltsverzeichnis.